# George Alsop
George Alsop (geboren vermutlich am 19. Juni 1636 in Westminster; gestorben vermutlich um 1673) war ein englischer Schriftsteller, der vier Jahre als Schuldknecht in der nordamerikanischen Kolonie Maryland verbrachte. Sein 1666 erschienenes Werk A Character of the Province of Maryland ist ein wichtiges Zeugnis der amerikanischen Gesellschaft der Kolonialzeit und zudem eines der frühesten komischen Werke der amerikanischen Literatur.

## Leben

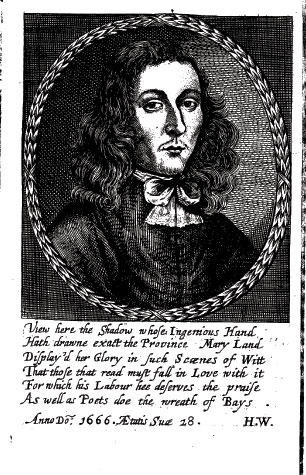
Porträt George Alsops in der Erstausgabe von A Character of the Province of Maryland (1666)

Über sein Leben ist kaum etwas Sicheres bekannt, so dass der Literaturwissenschaftler J. A. Leo Lemay zeitweise erwog, dass Alsop ein fiktiver Autor gewesen sein könnte, eine Art Strohmann, der im Auftrag von Lord Baltimore erfunden worden wäre, um für die Kolonie Maryland zu werben. Nach der Auswertung von Kirchenregistern kam Lemay jedoch zu dem Schluss, dass Alsop wahrscheinlich mit einem am 19. Juni 1636 in Westminster geborenen Schneiderssohn namens George Alsop zu identifizieren sei. Unter dem Porträt Alsops in der 1666 erschienenen Erstausgabe von A Character of the Province of Maryland wird sein Alter allerdings mit 28 Jahren angegeben; die Zuordnung ist also problematisch.
Alsops Werk birgt einige Hinweise auf seine Biographie: Er war Anglikaner und im Interregnum nach dem Englischen Bürgerkrieg ein Anhänger der Königstreuen. Er genoss zwar keine akademische Ausbildung, war aber wohl sowohl des Lateinischen wie des Französischen mächtig und recht belesen, wie Verweise etwa auf die Dichtung John Donnes bezeugen. In London begann er eine Lehre als Handwerker (handicraft), entschloss sich aber aus Abscheu gegenüber dem puritanischen Regime Oliver Cromwells zur Auswanderung in die amerikanische Kolonie Maryland. Im Dezember 1658 oder Januar 1659 landete er in Maryland an. Um die Kosten für die Überfahrt über den Atlantik aufzubringen, verpachtete er am 17. Januar 1659 seine Arbeitskraft für vier Jahre an einen gewissen Thomas Stockett. Stockett war ebenfalls Royalist, recht wohlhabend, selbst erst 1658 nach Maryland ausgewandert und hatte dort innerhalb kurzer Zeit mindestens drei Tabakplantagen erworben. In einer Kaufurkunde vom Juni 1661 bürgte Alsop als Zeuge des Geschäfts. Es wird daher angenommen, dass er Stockett als Sekretär und Buchhalter diente. 1661 wurde Stockett zum Kapitän der Miliz des Baltimore County und zu einem der beiden Unterhändler für Beziehungen mit den Susquehanna-Indianern ernannt. Zu den damit verbundenen Aufgaben Stocketts gehörte es, den Indianern Pässe auszustellen, wenn diese sich auf „englischem“ Boden bewegen wollten; deshalb ist wahrscheinlich, dass Alsop häufig mit Indianern in Kontakt kam.
Wohl noch während seiner indenture (Schuldknechtschaft), die spätestens am 11. Dezember 1662 endete, wurde Alsop schwer krank und kehrte um 1663/64 nach England zurück, wo unterdessen die Puritanerherrschaft beendet und die Monarchie wiederhergestellt worden war. Er ließ sich offenbar in London nieder und verfasste im Pestjahr 1665 seine Schrift A Character of the Province of Maryland, die 1666 im Druck erschien.
Nach der Rückkehr nach England stand Alsop in Diensten verschiedener anglikanischer Geistlicher und wurde 1670 schließlich Rektor von Chipping Ongar, einem Weiler in Essex. Sein Name taucht in diesem Jahr auch im Zusammenhang mit einer Episode auf, die sich im Sommer 1670 ereignete: Der Bischof von London, Humphrey Henchman, ließ über Wochen hinweg jeden Sonntag einen Pfarrer unter dem Schutz einer bewaffneten Garde in einem Andachtshaus der Quäker aufmarschieren, um dort eine Messe nach anglikanischem Ritus zu zelebrieren. An mindestens einem dieser Sonntage fiel diese Aufgabe Alsop zu. Trotz der Anwesenheit der Schutzgarde griffen die Quäker ihn tätlich an. Er wurde an Knie und Brust verletzt und seiner Robe entledigt, konnte aber letztlich entkommen. Am 7. Mai 1673 wurde Alsop als Rektor von Chipping Ongar abgelöst; es wird angenommen, dass er um diese Zeit verstarb.
Aus der Restaurationszeit sind zwei weitere Schriften erhalten, als deren Autor ein George Alsop firmiert, doch herrscht in der Forschung Uneinigkeit darüber, ob sie dem Autor von Character of the Province of Maryland oder aber einem Namensvetter oder sogar zwei verschiedenen weiteren Individuen dieses Namens zuzurechnen sind. Es handelt sich zum einen um den Abdruck einer am 24. November 1678 gehaltenen Predigt, als deren Autor Leo Lemay den Maryland-Alsop ausschließt, da der Prediger einen M.A. im Titel führt. Die andere fragliche Schrift ist ein achtundsechzigseitiges Pamphlet mit dem Titel An Orthodox Plea, für dessen Autor Lemay einen George Alsop hält, der bereits 1645 in den Kirchendienst eintrat, 1647/48 in der Matrikel der Cambridge-Universität verzeichnet ist und möglicherweise auch mit dem Autor der vorgenannten Predigt identisch ist. Einer jüngeren Einschätzung von Simon Dixon zufolge ist es jedoch zumindest aufgrund stilistischer Ähnlichkeiten, aber auch aus thematischen Überlegungen heraus wahrscheinlich, dass der Autor von An Orthodox Plea mit dem von Character of the Province of Maryland identisch ist. An Orthodox Plea ist eine Polemik gegen nonkonformistische Sekten – die Quäker werden zwar nicht namentlich genannt, sind aber wohl vor allem gemeint – und eine Verteidigung der anglikanischen Kirche, ihrer Verfassung, Lehre und Liturgie. Alsop unterstreicht insbesondere die Bedeutung von geweihten Kirchen als Ort des Gottesdienstes und wendet sich somit gegen die Praxis der Quäker, auch profane Räume wie Privathäuser zur Andacht zu nutzen. Der Kirchenbau erscheint mithin als physische Manifestation Gottes auf Erden, als tatsächliches Gotteshaus.

## Werk

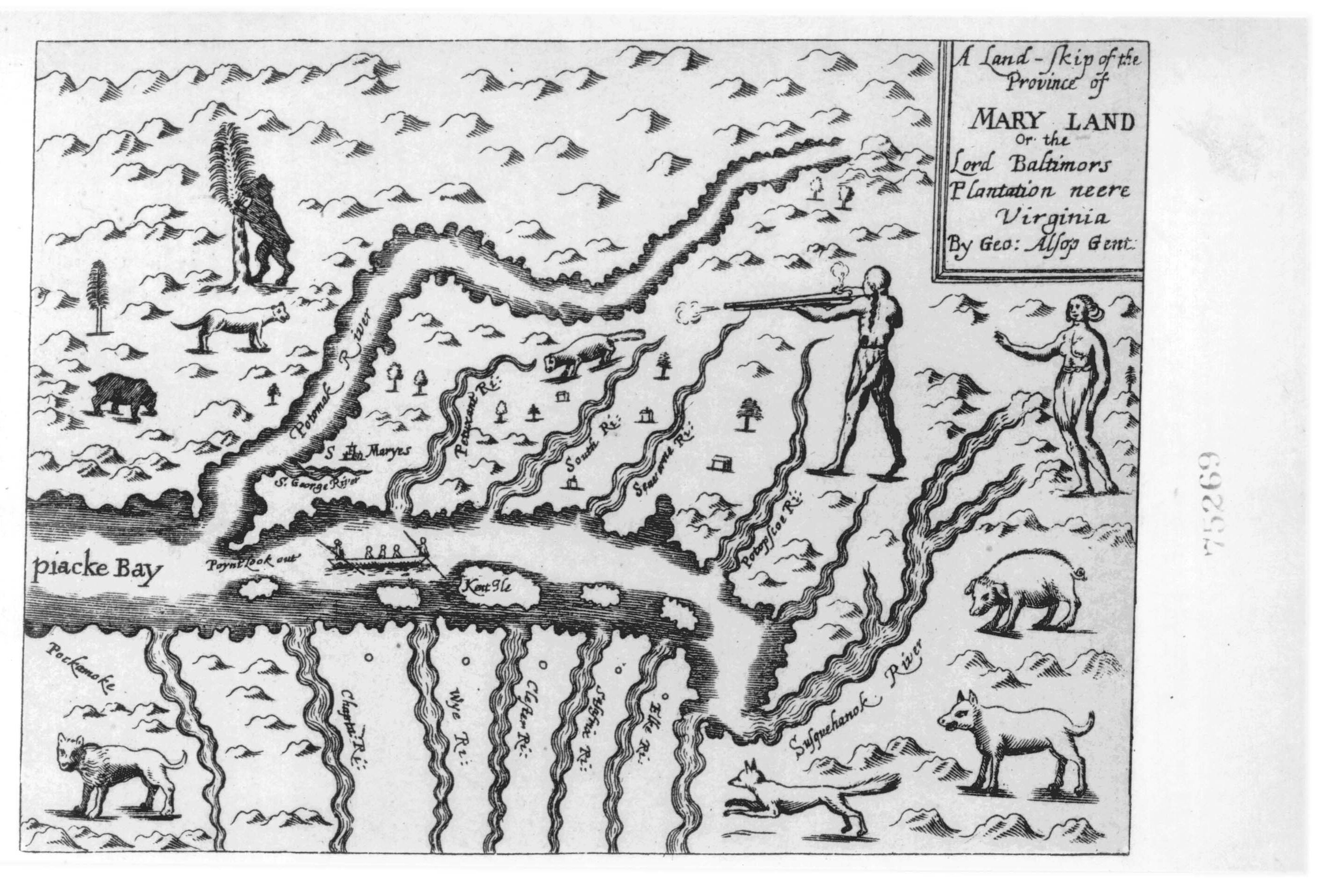
Karte der Kolonie Maryland aus A Character of the Province of Maryland (1666)

Sein Pamphlet A Character of the Province of Maryland verfasste Alsop erst nach der Rückkehr nach England. Es ist eine der umfassendsten zeitgenössischen Beschreibungen der englischen Kolonien südlich Neuenglands. Das Werk ist streng genommen der englischen Literatur zuzurechnen, wurde und wird aber vor allem in der amerikanischen Literatur- und Geschichtswissenschaft untersucht. Für Historiker ist sein Bericht eine wertvolle, wenn auch zweifelsohne schöngefärbte Quelle zur Wirtschafts- und Sozialgeschichte der Kolonialzeit. In Literaturgeschichten wird Alsops Werk häufig neben Nathaniel Wards The Simple Cobbler of Agawam (1647) und Ebenezer Cooks The Sot-Weed Factor (1708) zu den frühesten komischen Werken der amerikanischen Literatur gezählt.
Die Schrift ist der Intention nach der promotion literature zuzurechnen, also der „Werbeliteratur“, mit der Engländer von der Attraktivität einer Auswanderung in die amerikanischen Kolonien überzeugt werden sollten. Möglicherweise entstand die Schrift im Auftrag von Lord Baltimore, der als Eigentümer Marylands ein Interesse daran hatte, dass sich Auswanderungswillige für seine Kolonie und nicht etwa für Virginia oder Neuengland entschieden.
Alsops Pamphlet sticht durch seine Lebhaftigkeit und stilistische Eigentümlichkeit aus der großen Zahl derartiger Schriften hervor. Formal wie inhaltlich ist es eine ausgesprochen vielseitige Schrift, die Prosapassagen, Lyrik und Briefe vereint, in den Worten von Moses Coit Tyler eine „heterogene Mischung aus Fakt und Fiktion, von Beschreibung und Spekulation, von wildem Jux und barem Unsinn“. Alsops Stil ist geprägt von der manierierten Barockprosa der Zeit, durchbricht ihre Konventionen aber auch häufig in höchst eigenwilliger Weise, was Alsops ausgeprägter Halbbildung zuzuschreiben sein mag. Er ergeht sich in Wortspielen, Paradoxa, bis ins Lächerliche ausgewalzten Metaphern, wechselt zwischen gestelzter dichterischer Diktion und derben Zoten; Verweise auf die klassische Mythologie finden sich neben gewagten Anspielungen auf die Londoner Halbwelt.
Die Einleitung beginnt mit einer Widmung an Lord Baltimore, einer weiteren Widmung an die tapferen Kaufleute der Kolonie Maryland und die Schiffskapitäne, die die Überfahrt dorthin wagen. Es folgt eine Ansprache an den Leser (Preface to the Reader) und ein launiges Gedicht des Autors an sein Werk, apostrophiert als Kind, das er nunmehr in die Welt entlasse, wo es Gefahr laufe, von den Kritikern verrissen zu werden:
| Farewell, poor brat! thou in a monstrous world,    | Leb wohl, du armer Balg, der in der Welt      |
| In swaddling clothes, thus up and down art hurled; | in feuchten Windeln auf sich selbst gestellt! |
| There to receive what destiny doth contrive,       | Jetzt muss sich zeigen, ob du untergehst      |
| Either to perish or be saved alive.                | oder womöglich lebend überstehst.             |
| Good Fate protect thee from a critic’s power;      | Gott möge deinen zarten Hals verschonen       |
| For If he comes, thou’rt gone in half an hour,     | vor Kritikern und schlechten Rezensionen.     |

Es folgt ein Stich mit einem Porträt Alsops, darunter ein ihm gewidmetes Gedicht eines nicht näher identifizierten H. W., ein weiteres Gedicht eines Will. Barber und ein drittes (To my Friend Mr. George Alsop, on his Character of MARY-LAND.) aus der Feder eines gewissen William Bogherst, bei dem es sich vermutlich um den Apotheker William Boghurst handelt, der durch seine Heilkünste im Pestjahr 1665 zu Ruhm gekommen war.
Das erste der sechs Kapitel ist eine katalogartige Darstellung der Geografie, Flora und Fauna Marylands, wie sie sich in vielen promotion tracts findet. Alsop bemüht dabei wiederholt Analogien zum biblischen Garten Eden; seine Feststellung, dass die Naturschätze der Kolonie Sinnbild einer „adamitischen oder primitiven Situation“ seien, ist ein früher Beleg für das „Adamsmotiv“, das der Literaturwissenschaftler R. W. B. Lewis als prägendes Motiv der amerikanischen Literaturgeschichte bezeichnet hat. Im zweiten Kapitel beschreibt Alsop die Einwohner und die Bräuche und Gesetze der Kolonisten. Auch hier lobt er Maryland in den höchsten Tönen: die Siedler seien so rechtschaffen, dass die Anwälte und Richter kaum Arbeit hätten und Gefängnisse entbehrlich seien, auch seien die Kinder artiger als in England. Protestanten und Katholiken lebten friedfertig und ohne Streitereien nebeneinander, radikale Sektierer gebe es außer einigen Quäkern keine. Das dritte Kapitel hat die rechtlichen Bedingungen der Schuldknechtschaft und die Lebensumstände der Knechte zum Thema. Selbst diese in der Realität häufig an Sklaverei grenzende Institution weiß Alsop eloquent zu verteidigen und führt dabei insbesondere seine eigenen Erfahrungen als Schuldknecht ins Feld. Gelernte, aber verarmte Engländer fordert er auf, nach Amerika auszusiedeln, da sie es dort nach Ablauf ihres Vertrages in kurzer Zeit zu Wohlstand bringen könnten. Diese Aufforderung verbindet er mit einer Breitseite auf die Kritiker der amerikanischen Kolonien. Im vierten Kapitel beschreibt er dann den blühenden Handel in und unter den amerikanischen Kolonien, insbesondere den Stellenwert des Tabakanbaus als wichtigsten Wirtschaftszweigs Marylands. Das fünfte Kapitel (A small Treatise on the Wild and Naked Indians (or Susquehanokes) of Mary-Land, their Customs, Manners, Absurdities, & Religion) ist eine Beschreibung der Susquehanna-Indianer. Alsop beschreibt sie recht wohlwollend und bedenkt sie wiederholt mit Adjektiven wie „nobel“ und „heroisch“, schildert aber auch mit großem Vergnügen die angebliche Grausamkeit der Indianer, die etwa gerne dem Kannibalismus frönten und Kinder dem Teufel opferten. Das sechste und letzte Kapitel enthält Briefe, die Alsop während seiner Zeit in Maryland an seine Freunde und Verwandten in England schrieb, und die als nichtfiktionale „Originaldokumente“ umso deutlicher beweisen sollen, wie angenehm das Leben jenseits des Atlantiks sei.